# Rostokino
Il quartiere Rostokino (leggi rostòkino, in russo Район Ростокино?) è un quartiere di Mosca sito nel Distretto Nord-orientale.
Prende il nome dall'omonimo villaggio che sorgeva nell'area, di cui si ha testimonianza scritta in documenti del XV secolo.
Compreso tra il fiume Jauza a nord, la ferrovia per Jaroslavl' ed il cavalcavia Severjaninskij a sud, ospita l'acquedotto Rostokinskij, voluto e inaugurato nel 1804 da Caterina II di Russia.
Il villaggio entra a far parte del territorio cittadino nel 1917, di cui diventa un confine esterno; ha mantenuto un aspetto rurale fino a dopo la seconda guerra mondiale, quando è iniziata la sua urbanizzazione residenziale.
Il quartiere è servito dall'omonima fermata dell'anello centrale di Mosca, la seconda linea circolare della metropolitana.